# Andenhirsche
Die Andenhirsche (Hippocamelus) sind eine in den südamerikanischen Anden lebende Gattung der Hirsche (Cervidae). Sie werden auch Gabelhirsche oder Huemuls (Einzahl Huemul) genannt. Man unterscheidet zwei Arten:
- Der Nordandenhirsch (Hippocamelus antisensis (d’Orbigny, 1834)) lebt in Peru, Westbolivien und Nordchile.
- Der Südandenhirsch (Hippocamelus bisulcus (Molina, 1782)) ist in den zentralen und südlichen Regionen Chiles und Argentiniens beheimatet.

## Merkmale

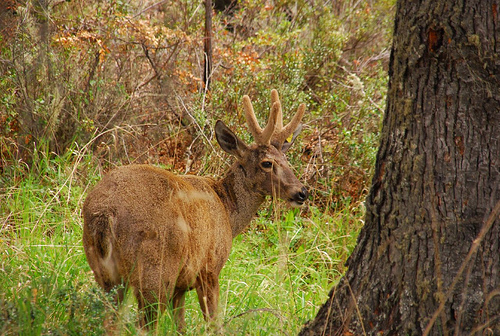
Südandenhirsch

Beide Arten sind gleich groß und einander sehr ähnlich. Ihre Kopfrumpflänge beträgt 1,4 bis 1,65 Meter, ihre Schulterhöhe 78 bis 90 Zentimeter und das Gewicht etwa 45 bis 65 Kilogramm. Das Fell ist beigebraun gefärbt. Die Geweihstangen des Männchens sind kurz und bilden eine einfache Gabel. Kurze Beine und ein relativ plumper Körperbau sind wahrscheinlich eine Anpassung an unwegsames Hochgebirgsterrain.
Die Arten leben in sich nicht überschneidenden Verbreitungsgebieten, so dass eine Unterscheidung anhand des Beobachtungsortes sicher ist. Davon abgesehen hat der Südandenhirsch eine etwas hellere Unterseite und vor allem eine dunkle Schwanzunterseite; diese ist beim Nordandenhirsch weiß.

## Lebensraum
Huemuls sind Tiere des Hochgebirges. Vor allem der Nordandenhirsch, der im Sommer auf Höhen über 5000 Metern steigt, kann in höheren Lagen leben als die meisten anderen Säugetiere. Im Winter zieht er in tiefere Lagen um 2500 Meter. Die südliche Art dagegen lebt ganzjährig in Höhen zwischen 1300 und 1700 Meter. Oft findet man Huemuls an zerklüfteten Berghängen, aber auch auf Bergwiesen oder in Wäldern.

## Lebensweise
Nordandenhirsche sind tagaktiv. Sie durchwandern ihr Habitat in Gruppen von durchschnittlich acht Tieren. Diese Gruppen scheinen einen lockeren Zusammenhalt zu haben. Junge und alte Tiere beiderlei Geschlechts schließen sich ihnen an und verlassen sie wieder. Dagegen zeigt die südliche Art ein hirschtypischeres Verhalten. Hier gibt es viele einzelgängerisch lebende Tiere. Männchen versuchen, eine Gruppe von Weibchen um sich zu sammeln, die sie aggressiv gegen andere Männchen verteidigen.

## Bedrohung und Schutz
Beide Arten gelten als bedroht und sind im Anhang I des CITES-Abkommens gelistet. Die IUCN führt den Nordandenhirsch als gefährdet (vulnerable) und den Südandenhirsch als stark gefährdet (endangered). Der Nordandenhirsch ist zwar noch relativ weit verbreitet, aber nirgendwo häufig. Durch die Jagd gehen seine Bestandszahlen weiter zurück.
Der Südandenhirsch ist vor allem durch die Konkurrenz des von Menschen in Chile eingeführten Rothirsches bedroht. Außerdem werden Jungtiere von verwilderten Hunden getötet und die spärlichen Gräser von Hausschafen abgeweidet. Die Gesamtpopulation wird auf 1300 Tiere geschätzt.

## Sonstiges

Wappen Chiles mit einem Huemul und einem Andenkondor

Ein Huemul ist im chilenischen Staatswappen abgebildet, wo er eine Krone trägt. Der Südandenhirsch ist neben dem Kondor ein nationales Symbol Chiles.
In Unkenntnis seiner Zugehörigkeit zu den Hirschen wurde der Huemul zuerst als ein Mischwesen aus Pferd und Kamel beschrieben. Von dieser Fehleinschätzung stammt heute noch der wissenschaftliche Name Hippocamelus, da ein einmal vergebener Name nach den ICZN-Regeln nicht mehr geändert werden darf.